# 街の入墨者
『街の入墨者』（まちのいれずみもの）は、昭和10年（1935年）に公開された山中貞雄監督の時代劇日本映画である。長谷川伸原作、日活太秦撮影所製作、日活配給。

## ストーリー
ヤクザの岩吉は自分の親分である金兵衛の裏切りにあったことを知り、殺してしまう。佃島の牢獄に送られるが未然に脱走を防いだので恩赦で釈放となる。ヤクザから足を洗おうと妹夫婦の所に身を寄せ、仕事を探すが前科者に世間の風は冷たく再就職もままならない。かつての恋人にも裏切られ絶望のどん底に落ちる。そんなとき甲州屋に押し込み強盗がはいる。街の人々は前科者である岩吉を疑うがその真実とは。

## エピソード
昭和10年（1935年）度キネマ旬報ベストテン第2位。原版フィルムが消失しているため現在では観る事が出来ない。
前進座と日活の提携作品。日本の活動写真は歌舞伎の延長上に、女役を女形が演じることで始まったが、本作公開時の昭和10年には、すでに女優が一般的なものとなっていた。このなか制作された本作は、久しぶりに女形が出演する映画となった。岩吉のかつての情人で、岩吉の入牢中に町の分限者（資産家）と結婚した女に扮したのが河原崎國太郎である。しかしすでに女優を見慣れた観客の目には女形は不自然過ぎたようで、時代劇では実質的に女形が出演した最後の作品とされている。ちなみに台詞は画面以上に不自然だったらしく、そのころ前進座に入った原ひさ子が吹き替えている。

## キャスト
- 河原崎長十郎（岩吉）
- 中村翫右衛門（三次郎）
- 山岸しづ江（おきち）
- 深水藤子（おたね）
- 宗春太朗（ひ－坊）
- 河原崎国太郎（お雪）